# ОШ „Петар Петровић Његош” Бољанић
ОШ „Петар Петровић Његош” је школа у Бољанићу. Налази се у улици Брђани бб. Име је добила по Петру Петровићу Његошу, српском православном владици, књижевнику и филозофу.

## Историјат
Прву школску зграду са двије учионице и два стана за учитеље је изградила аустроугарска власт 1895. на земљишту које су даровали свештеници Митар и Петар Софренић. Школа је почела са радом 1896. године. Током Првог свјетског рата је радила без прекида. У школској 1927—1928. години је добила назив Државна основна школа. У Другом свјетском рату је срушен кров школске зграде, архива је уништена, а школа је угашена. Објекат је саниран 1946. године и рад школе је обновљен. Од школске 1950—1951. је радила као петогодишња, а од 1958. као осмогодишња под називом ОШ „Маринко Нешковић Грабљо”. Име је добила по партизанском борцу из Конопљишта. Школа у селу Конопљишта, основана 1953, је радила у саставу школе у Бољанићу од 1963. до 1987, када је угашена. Због недовољног броја ученика, школа у Бољанићу је 1979. припојена школи „Митар Трифуновић Учо” из Грачанице, у чијем саставу је била до 1992. Године 1982. је завршена изградња новог школског објекта. Због ратних дејстава, школа у Бољанићу није радила од маја до октобра 1992. Почетком школске 1992—1993. је привремено припојена ОШ „Народни хероји” у Добоју када је имала четиристо тринаест ученика и двадесет и једног наставника, па је пред крај школске године постала самостална под данашњим називом ОШ „Петар Петровић Његош”. Школске 2015—2016. је имала сто осамдесет и три ученика, двадесет и једног наставника и вјероучитеља православне вјеронауке. У њеном саставу су радиле подручне петогодишње школе у селима Сухо Поље и Текућица, отворена 1957, које су током Одбрамбено-отаџбинског рата 1992—1995. биле дјелимично оштећене. Од 1973. излази школски лист „Полет”.